# SupportDesk
SupportDesk là một công cụ phần mềm dịch vụ bàn giải quyết vấn đề (service desk), dành cho nhân viên hỗ trợ công nghệ thông tin và kỹ sư trợ giúp, cho phép họ đăng nhập và phân loại các cuộc gọi, giao nhiệm vụ, theo dõi tiến độ và theo dõi các đơn đặt hàng. Nó có thiết kế mở rộng được.